# Saint-Baudille-de-la-Tour
Saint-Baudille-de-la-Tour is een gemeente in het Franse departement Isère (regio Auvergne-Rhône-Alpes) en telt 570 inwoners (1999). De plaats maakt deel uit van het arrondissement La Tour-du-Pin.

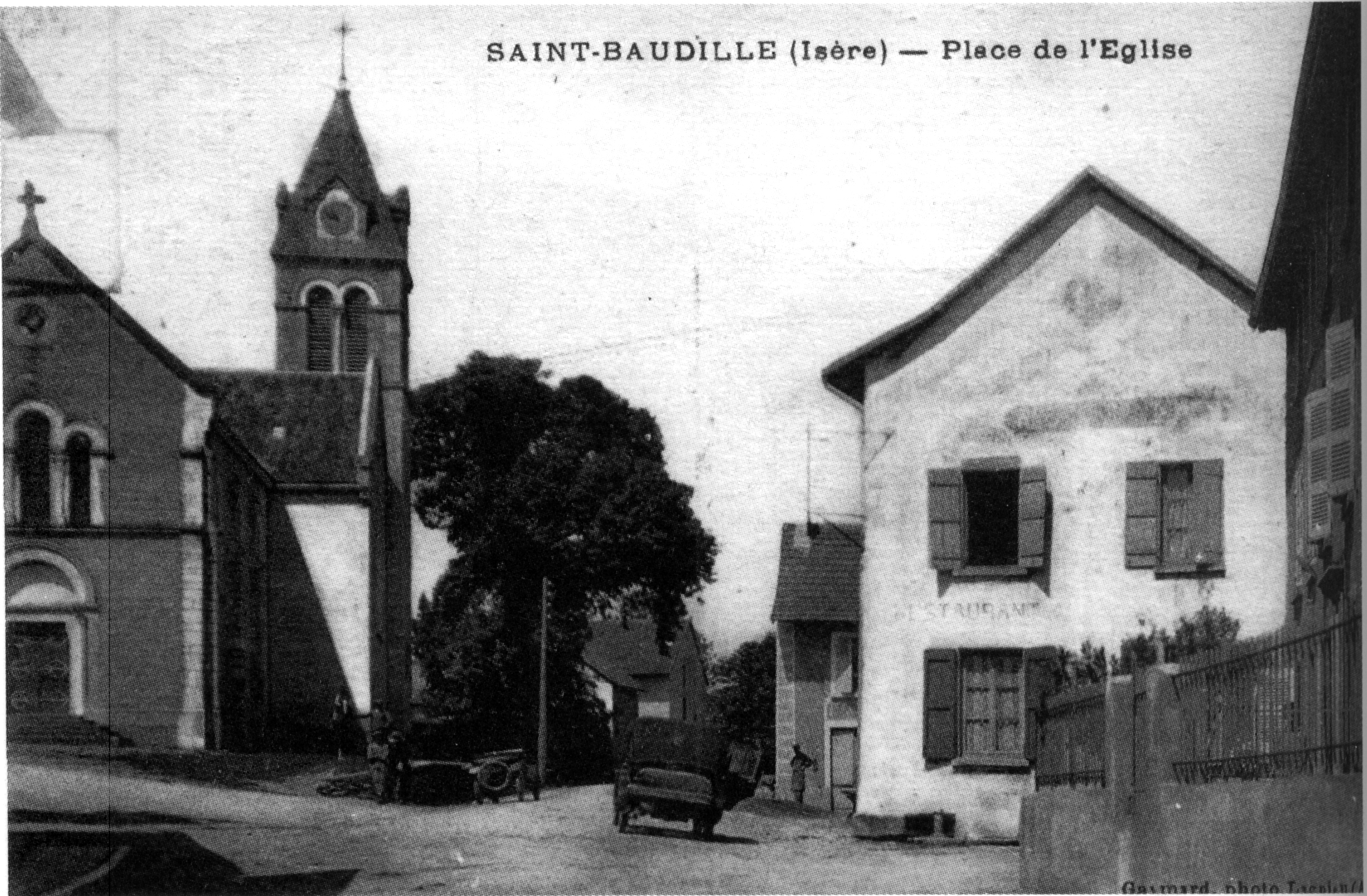
Saint-Baudille-de-la-Tour, 1908
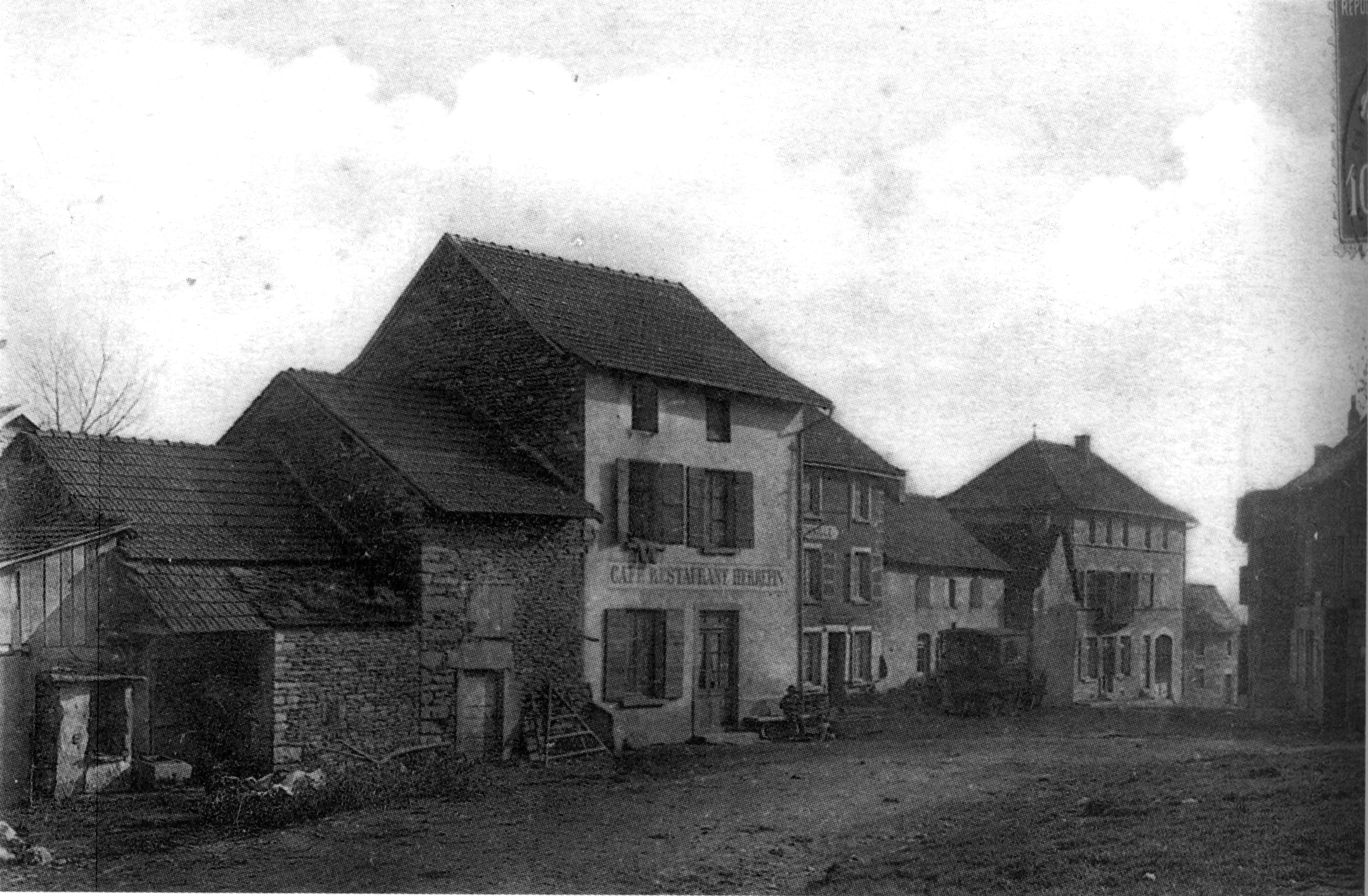
Saint-Baudille-de-la-Tour, 1907

## Geografie
De oppervlakte van Saint-Baudille-de-la-Tour bedraagt 21,6 km², de bevolkingsdichtheid is 26,4 inwoners per km².
De onderstaande kaart toont de ligging van Saint-Baudille-de-la-Tour met de belangrijkste infrastructuur en aangrenzende gemeenten.

## Demografie
Onderstaande figuur toont het verloop van het inwonertal (bron: INSEE-tellingen).